# Artur Kijas
Artur Kijas (ur. 7 września 1940 w Częstochowie) – polski historyk, zajmujący się dziejami wschodniej Słowiańszczyzny w okresie kształtowania się państwowości kijowskiej, dziejami społeczno-politycznymi i kulturą Rusi, stosunkami polsko-ruskimi i polsko-rosyjskimi od czasów najdawniejszych do 1917 i historią ZSRR. Członek Komitetu Nauk Historycznych PAN. Od 1 stycznia 2011 emerytowany profesor zwyczajny Uniwersytetu im. Adama Mickiewicza w Poznaniu.

## Życiorys
Był uczniem prof. Henryka Łowmiańskiego. W 1971 uzyskał doktorat, w 1983 habilitację (rozprawa: System pomiestny w państwie moskiewskim w XV w. - pierwszej połowy XVI w.: historiografia i problematyka). Od 1994 był profesorem w Instytucie Historii UAM. W 2007 uzyskał tytuł profesora zwyczajnego. Od 1 września 2009 r. jest profesorem zwyczajnym w Instytucie Wschodnim UAM. W latach 2002–2011 był kierownikiem Zakładu Historii Europy Wschodniej. Członek zarządu Fundacji Historycznej im. Profesora Henryka Łowmiańskiego. Od 1 stycznia 2011 emerytowany profesor UAM (tzw. profesor senior).
Jest mężem Alicji Pihan-Kijasowej, filologa polskiego, prof. UAM w Poznaniu.

## Wypromowane przewody doktorskie
- Jan Nepomucen Umiński (07.01.1997), Bronisław Umiński
- Emigracja ukraińska orientacji petlurowskiej w II Rzeczypospolitej (01.03.1999), Maciej Zygmański
- Starania królewicza Władysława Wazy o koronę carów (08.10.2001), Robert Andrzejewski
- Geneza panslawizmu w XV-XVII w. Narodziny idei przywództwa Rosji w świecie słowiańskim (05.06.2006), Romuald Krzyżosiak
- Polacy w Rosji bolszewickiej i ZSRR w latach 1921-1939 (07.05.2007), Dariusz Kucharski
- Historycy rosyjscy wobec rewolucji bolszewickiej i państwowości radzieckiej (do 1938 roku) (01.12.2008), Jan Krzysztof Witczak
- Radziecka polityka narodowościowa w latach 1917-1941 na przykładzie Piotrogrodu - Leningradu (01.12.2008), Bartłomiej Garczyk
- Apokaliptyczna wizja dziejów w historiozofii Mikołaja Aleksandrowicza Bierdiajewa (09.10.2014), Piotr Paweł Repczyński

## Działalność społeczna
- 1964–1990 członek PZPR (m.in. od 1985 I sekretarz POP Wydziału Historycznego UAM)
- prezes Stowarzyszenia Współpracy Polska-Wschód w Poznaniu
- od 2005 prezes Towarzystwa Pamięci Józefa Piłsudskiego – Oddział w Poznaniu

## Dorobek naukowy
Kijas jest autorem ponad 150 publikacji, w tym m.in. prac zwartych:
- Gospodarstwo własne feudała na Wielkorusi od XIV do połowy XVI wieku (Poznań 1973),
- System pomiestny w państwie moskiewskim w XV - pierwszej połowie XVI wieku. Historiografia i problematyka (Poznań 1984),
- Zarys dziejów ZSRR (Warszawa 1984 – wspólnie z doc. Józefem Morzym i prof. Jerzym Ochmańskim),
- Polacy w Kazachstanie (Poznań 1993),
- Litwa i jej sąsiedzi od XII do XX wieku: studia ofiarowane prof. dr. hab. Jerzemu Ochmańskiemu w sześćdziesiątą rocznicę urodzin. Red. Grzegorz Błaszczyk i Artur Kijas (Poznań 1994).
- Polacy w Rosji od XVII wieku do 1917 roku. Słownik biograficzny (Warszawa-Poznań 2000) – Nagroda im. Ireny i Franciszka Skowyrów).
- Petersburg. Kartki z dziejów miasta (Poznań 2003),
- Chrzest Rusi (Poznań 2005),
- Polacy na Uniwersytecie Charkowskim 1815-1917 (Poznań 2005; wyd.II poprawione i uzupełnione, Poznań 2008),
- Podpoznańska wieś Skórzewo. Kartki z dziejów wsi i kościoła (Skórzewo 2006),
- Początki państw. Ruś (Poznań 2014).